# Borowo (jezioro)
Borowo (kaszb. Jezoro Bòròwò) – śródleśne jezioro rynnowe północnego krańca Pojezierza Kaszubskiego w województwie pomorskim, w powiecie wejherowskim, w gminie Wejherowo, na obszarze leśnym Trójmiejskiego Parku Krajobrazowego. Północnym brzegiem jeziora prowadzi turystyczny  Szlak Wejherowski.
Ogólna powierzchnia: 15,4 ha